# 安東尼夫卡 (切梅里夫齊市鎮)
48°56′41″N 26°30′53″E / 48.94472°N 26.51472°E

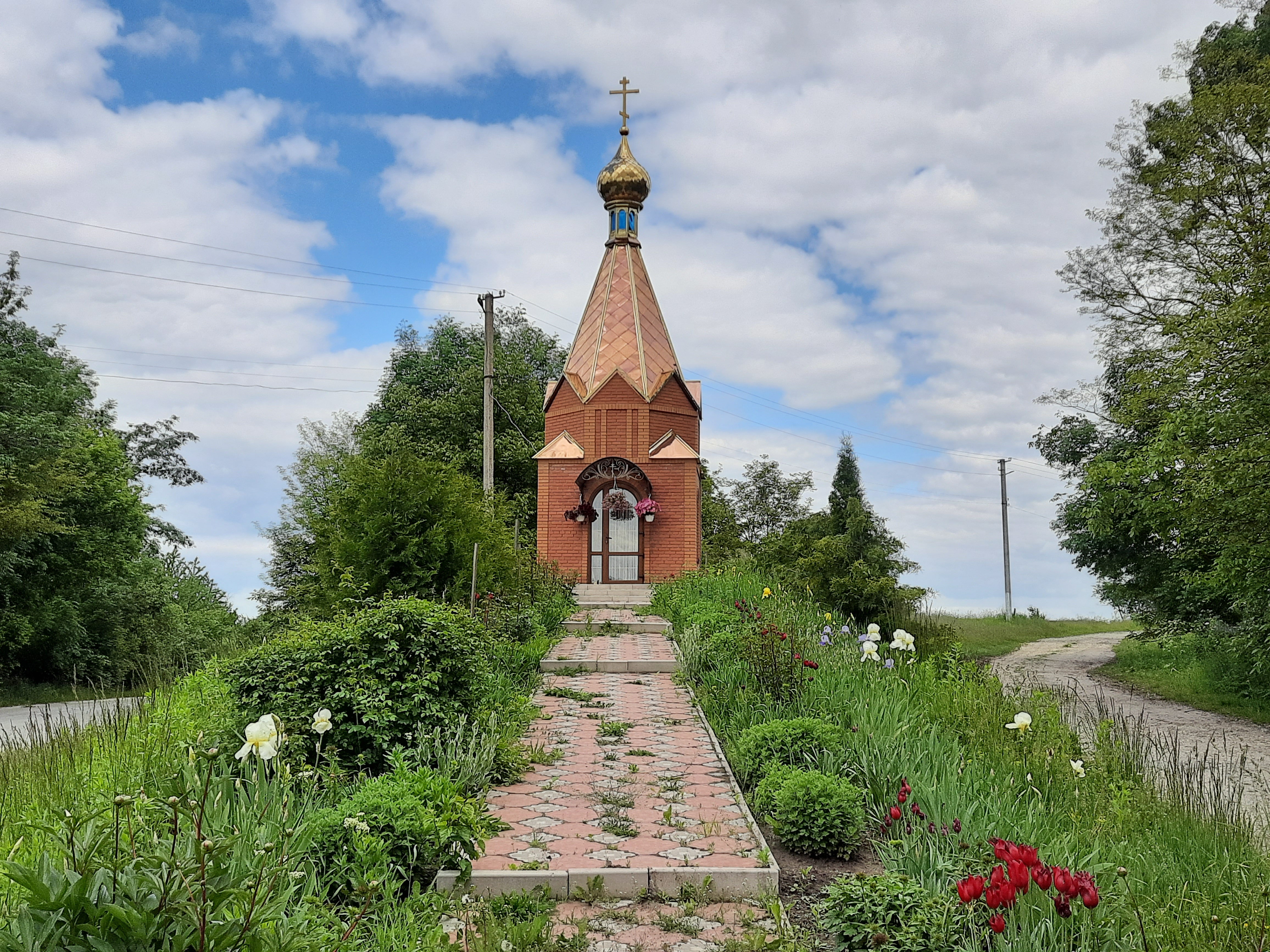
路边小教堂

安东尼夫卡（烏克蘭語：Антонівка），是烏克蘭西部的村莊，隸屬赫梅利尼茨基州卡緬涅茨-波多利斯基區切梅里夫齐市镇。該村面積0.911平方公里，海拔高度325米，2001年人口160。